# メスカリン・ドライヴ
メスカリン・ドライヴ（MESCALINE DRIVE）は、1984年に結成された日本のガールズ・ミクスチャー・ロック・バンド。ソウル・フラワー・ユニオンの前身のひとつ。

## 略歴
1984年12月、ギターの伊丹英子とベースのケイトが、バイリンガル・ヴォーカルの内海洋子と出会うことにより結成。
当初は、T・レックスやニューヨーク・ドールズのようなヘヴィーなグラム・ロックを指向していたが、伊丹英子がイニシアチブをとるにつれ、ニューヨーク・パンクや60'sガレージ・サイケ的な路線へとシフトしてゆく。「和製ジャニス」「和製パティ・スミス」と騒がれた内海洋子の野太いヴォーカル、伊丹英子の風狂なアンペッグ・ギター・サウンドが注目を集め、バンド・ブームの真っ只中で時流とは離れつつカルト的な人気を誇る。
1986年頃から、のちの盟友ニューエスト・モデルとのコラボレーションが密になり、1988年には2つのバンドによる自主レーベル「ソウル・フラワー・レコード」が発足。
1989年、メジャー・レーベル第一弾の2ndアルバム『スプーニー・セルフィッシュ・アニマルズ』を発表し、それまで全編英詞であったオリジナル楽曲に伊丹英子作の痛烈な諧謔的日本語詞が登場。3rdアルバム『イデオロギー・クッキング』（ニューエスト・モデルが全面参加）や、ソウル・フラワー・ユニオン名義で発表される『カムイ・イピリマ』は、まさに伊丹英子の女流作家としての深化を十二分に堪能出来る作品である（前者では家父長制や日本的因襲を、後者ではアイヌ民族抵抗史や天皇制にまでテーマは広がる）。
また、マニアックな選曲のカヴァーも彼女らの魅力であり、シルヴァーヘッドの「ハロー・ニューヨーク」、パティ・スミスの「ロックン・ロール・ニガー」、ローリング・ストーンズの「スウェイ」「リヴ・ウィズ・ミー」、ボブ・ディランの「アブソリュートリー・スイート・マリー」「我が道を行く」「火の車」「セヴン・デイズ」、ウィルソン・ピケットの「イン・ザ・ミッドナイト・アワー」、アイク&ティナ・ターナーの「リヴァー・ディープ・マウンテン・ハイ」、エディ・フロイドの「ビッグ・バード」、ザ・フーの「バーゲン」、トラフィックの「ミスター・ファンタジー」、P.P.アーノルドの「グルーヴィー」、オノ・ヨーコの「ムーヴ・オン・ファースト」、ザ・スミスの「アスク」などがライヴで取り上げられ、その多くは、2009年編纂のコンピレーション『アーリー・ソウル・フラワー・シングルズ』に収録されている。
1993年8月、「寿町フリー・コンサート」「本牧ジャズ祭」出演を最後に9年間の活動に幕を閉じ、ニューエスト・モデルと統合する形でソウル・フラワー・ユニオンへと発展してゆく（詳しくはソウル・フラワー・ユニオンの項を参照）。
なお、中心メンバーであった伊丹英子と内海洋子は、現在もソウル・フラワー・モノノケ・サミットで活動をともにしており、ロック・フェスなどではソウル・フラワー・ユニオンにも時折参加している。メスカリン・ドライヴの楽曲は、今も内海洋子やソウル・フラワー・ユニオンのライヴで時折聴くことが出来る。

## メンバーと担当楽器

### 第1期 1984年12月1日
- 伊丹英子：ギター
- ケイト：ベース
- リリー：ギター
- なっかん：ドラム

最初のスタジオ・セッション。T.レックスの「20thセンチュリー・ボーイ」等を演奏。

### 第2期 1984年12月18日〜1985年11月
- 伊丹英子：ギター/コーラス
- 内海洋子：ヴォーカル
- ケイト：ベース
- リリー：ギター
- なっかん：ドラム

### 第3期 1985年11月〜1986年5月
- 伊丹英子：ギター/コーラス
- 内海洋子：ヴォーカル
- ケイト：ベース
- リリー：ギター
- テンコ：ドラム

カセットテープ「ライアー・ライアー」録音。

### 第4期 1986年5月〜1986年12月
- 伊丹英子：ギター/コーラス
- 内海洋子：ヴォーカル
- ケイト：ベース
- リリー：ギター
- 井上美香：ドラム

### 第5期 1986年12月〜1987年6月
- 伊丹英子：ギター/コーラス
- 内海洋子：ヴォーカル
- ケイト：ベース
- 井上美香：ドラム
- 中川敬：ギター(ゲスト/「オー・ボーイ」)

ソノシート「オー・ボーイ」録音。

### 第6期 1987年6月〜1987年7月
- 伊丹英子：ギター/コーラス
- 内海洋子：ヴォーカル
- 井上美香：ドラム
- 田畑ひろこ：ベース(ライヴでサポート)

### 第7期 1987年7月〜1987年12月
- 伊丹英子：ギター/コーラス
- 内海洋子：ヴォーカル
- 鎌田学：ベース/コーラス
- 井上美香：ドラム
- 中川敬：コーラス(ゲスト/「ウエスト・サイケデリア」)
- 奥野真哉：キーボード(ゲスト「ウエスト・サイケデリア」)

オムニバス「ウエスト・サイケデリア」のための3曲を録音。

### 第8期 1987年12月〜1988年10月
- 伊丹英子：ギター/コーラス
- 内海洋子：ヴォーカル
- 浅野フジコ：ベース
- 井上美香：ドラム
- 中川敬：ギター/コーラス(ゲスト/「ディープ・モーニング・グロウ」)

オムニバス「デンジャラス・ルーモア」のための1曲を録音。1st「ディープ・モーニング・グロウ」録音。

### 第9期 1988年10月〜1988年11月
- 伊丹英子：ギター/コーラス
- 内海洋子：ヴォーカル
- 井上美香：ドラム
- キクコ：ベース(ライヴでサポート)

### 第10期 1988年11月〜1988年11月上旬
- 伊丹英子：ギター/コーラス
- 内海洋子：ヴォーカル
- 高木太郎：ドラム
- キクコ：ベース(ライヴでサポート)

### 第11期 1988年11月下旬〜1989年6月
- 伊丹英子：ギター/コーラス
- 内海洋子：ヴォーカル
- 永野かおり：ベース/コーラス
- 高木太郎：ドラム

オムニバス・ライブ・ビデオ「プリティー・モンキー・イン・ザ・グルーヴ」撮影。

### 第12期 1989年6月下旬〜1989年8月5日
- 伊丹英子：ギター/コーラス
- 内海洋子：ヴォーカル
- 永野かおり：ベース/コーラス
- 五師達也：ドラム(ライヴでサポート、ゲスト「スプーニー・セルフィッシュ・アニマルズ」)
- 田中“ベン”勉：ドラム(ライヴでサポート、ゲスト「スプーニー・セルフィッシュ・アニマルズ」)
- 奥野真哉：キーボード(ゲスト「スプーニー・セルフィッシュ・アニマルズ」)
- 中川敬：ギター(ゲスト/「スプーニー・セルフィッシュ・アニマルズ」)
- 菊地成孔：サックス(ゲスト「スプーニー・セルフィッシュ・アニマルズ」)
- 寺島基文：トランペット(ゲスト「スプーニー・セルフィッシュ・アニマルズ」)
- 西山健治：トロンボーン(ゲスト「スプーニー・セルフィッシュ・アニマルズ」)

2nd「スプーニー・セルフィッシュ・アニマルズ」録音。

シングル「笑いっぱなしの島」録音。

### 第13期 1989年8月16日〜1990年7月
- 伊丹英子：ギター/コーラス
- 内海洋子：ヴォーカル
- 永野かおり：ベース/コーラス
- マオ(河原リカ)：ドラム
- 奥野真哉：キーボード(ライヴでサポート)

シングル「おはなみ列車」録音。1990年5月以降奥野が正式メンバーとしてライヴに参加するようになる。

### 第14期 1990年7月〜1993年9月
- 伊丹英子：ギター/コーラス/ヴォーカル
- 内海洋子：ヴォーカル
- 永野かおり：ベース/コーラス
- 高木太郎：ドラム
- 奥野真哉：キーボード(ライヴでサポート、ゲスト/「イデオロギー・クッキング」)
- 中川敬：ギター(ライヴでサポート、ゲスト/「イデオロギー・クッキング」)
- 菊地成孔：サックス(ゲスト「イデオロギー・クッキング」)
- 佐々木史郎：トランペット(ゲスト「イデオロギー・クッキング」)
- 佐藤春樹：トロンボーン(ゲスト「イデオロギー・クッキング」)

シングル「迷宮新喜劇」録音。3rd「イデオロギー・クッキング」録音。ミニ・アルバム「ノスタルジア・シンドローム」録音。
1991年2月〜4月に内海が失踪したためライヴでは伊丹、永野、中川がヴォーカルを担当。
1992年にニュー・アルバム「カムイ・イピリマ」録音(中川、奥野が全面参加)。後にソウル・フラワー・ユニオンの1stとなる。
1993年3月以降中川が正式メンバーとしてライヴに参加するようになる。
1993年5月に伊丹、内海、高木の3人が正式にニューエスト・モデルに参加。
1993年9月にメスカリン・ドライヴ、ニューエスト・モデル解散、ソウル・フラワー・ユニオンを結成。

## ディスコグラフィー
| オリジナル・アルバム                   | リリース               | 備考                   |
| -------------------------------------- | ---------------------- | ---------------------- |
| ディープ・モーニング・グロウ           | 1988年7月24日(第8期)   |                        |
| スプーニー・セルフィッシュ・アニマルズ | 1989年10月21日(第12期) | メジャー第一弾アルバム |
| イデオロギー・クッキング               | 1991年3月21日(第14期)  |                        |

| コンピレーション・アルバム               | リリース      | 備考                           |
| ---------------------------------------- | ------------- | ------------------------------ |
| リスペクタブル・シングルズ               | 1993年3月5日  | シングル・コレクション         |
| ソウル・フラワー・ボックス 87-93         | 1994年12月2日 | 3CDボックス・セット            |
| バースト・ヒッツ                         | 1998年4月24日 | ベスト・アルバム               |
| アーリー・ソウル・フラワー・シングルズ   | 2009年3月25日 | シングル・コレクション         |
| アーリー・メスカリン・ドライヴ 1985-1989 | 2015年6月17日 | インディーズ・コンピレーション |

| シングル                   | リリース               | 備考                    |
| -------------------------- | ---------------------- | ----------------------- |
| ライアー・ライアー         | 1986年1月(第3期)       | 3曲入りカセット・テープ |
| オー・ボーイ               | 1987年7月31日(第5期)   | 3曲入りソノシート       |
| 笑いっぱなしの島           | 1989年9月21日(第12期)  | メジャー第一弾シングル  |
| お花見列車                 | 1990年7月21日(第13期)  |                         |
| 迷宮新喜劇                 | 1990年10月21日(第14期) |                         |
| ノスタルジア・シンドローム | 1991年7月21日(第14期)  | マキシ・シングル        |

| 映像作品                                 | リリース              | 備考                           |
| ---------------------------------------- | --------------------- | ------------------------------ |
| プリティー・モンキー・イン・ザ・グルーヴ | 1989年4月12日(第11期) | ライヴ (VHS)                   |
| ソウルシャリスト・パーティー             | 1993年4月5日(第14期)  | ライヴ (VHS)                   |
| ソウル・フラワー・クリーク 1988-1992     | 2002年10月2日         | プロモーション・ビデオ集 (DVD) |

| 参加作品               | リリース             | 備考                                             |
| ---------------------- | -------------------- | ------------------------------------------------ |
| ウエスト・サイケデリア | 1988年1月30日(第7期) | 「ノー・ノー・ガール/クライ/イッツ・ユー」で参加 |
| デンジャラス・ルーモア | 1988年2月21日(第8期) | 「アイ・ドント・ライク」で参加                   |

## 関連書籍
- 国境を動揺させるロックンロール（ブルース・インターアクションズ/1998年）
- 中川敬 語録 1986-2002（歌垣社/2003年）
- ソウル・フラワー・ユニオン  解き放つ唄の轍（河出書房／2014年）